# 沃昂纳米耶努瓦
沃昂纳米耶努瓦（法語：Vaux-en-Amiénois），或意译作亚眠地区沃，是法国上法兰西大区索姆省的一个市镇，属于亚眠区和弗利克瑟库尔县。该市镇2009年时的人口为406人。

## 人口
沃昂纳米耶努瓦人口变化图示
| 数据来源：INSEE |